# Mahmoud Maklouf
Mahmoud Makhlof Shafter (tiếng Ả Rập: محمود مخلوف; sinh ngày 17 tháng 8 năm 1975 ở Libya) là một hậu vệ bóng đá người Libya. Hiện tại anh thi đấu cho Al-Ittihad. Anh là thành viên của Đội tuyển bóng đá quốc gia Libya.